# هیلدگارد کنف
هیلدگارد کنِف (آلمانی: Hildegard Knef؛ زاده ۲۸ دسامبر ۱۹۲۵ درگذشته ۱ فوریهٔ ۲۰۰۲) یک هنرپیشه اهل آلمان بود. وی بین سال‌های ۱۹۴۴ تا ۲۰۰۱ میلادی فعالیت می‌کرد.
از فیلم‌ها یا برنامه‌های تلویزیونی که وی در آنها نقش داشته‌است می‌توان به برف‌های کلیمانجارو، تصمیم قبل از شفق و افسونگری اشاره کرد. او در فیلم‌های به زبان انگلیسی به عنوان هیلدگارد نِف معرفی شده‌است.

## روزهای اولیه
هیلدگارد کنف در شهر اولم اولم به دنیا آمده‌است. پدرش وقتی او تنها شش‌ماهه بود از دنیا رفت. پس از آن مادر او به برلین رفت و در کارخانه‌ای مشغول به کار شد. کنِف در سن ۱۴ سالگی هنرپیشگی را در سال ۱۹۴۰ آغاز کرد. کنِف مدرسه را در سن ۱۵ سالگی رها کرد.